# Necdet Cici
Necdet Cici (* 1913 in Istanbul; † 14. August 1995; Üsküdar, İstanbul) war ein türkischer Fußballspieler, -trainer und Sänger. Durch seine langjährige Tätigkeit für Galatasaray Istanbul und als dessen Eigengewächs wird er mit diesem Verein assoziiert und von Vereins- und Fanseiten als eine der wichtigen Persönlichkeiten der Vereinsgeschichte betrachtet. Er gehörte zeitweise jener Galatasaray-Mannschaft an, die in den 1920er und 1930er Jahren den türkischen Fußball dominierte und fünf von acht möglichen Istanbuler Meisterschaften holte. Er trug bei Galatasaray auch zeitweise die Kapitänsbinde. Neben seiner Fußballkarriere fiel er vor allem wegen seiner zahlreichen Affären, seines üppigen Nachtlebens und seiner Spielsucht auf und war deswegen eine beliebte Figur der Boulevardpresse. Zu Spielerzeiten war er aufgrund seines gepflegten Äußeren und seinen feinen Gesichtszügen unter seinem Spitznamen Cici (dt. Hübsch) bzw. Cici Necdet (dt. Der hübsche Necdet bzw. Necdet, der Hübsche) bekannt, den er später auch als Nachnamen annahm. Er war etwa zehn Jahre lang mit der türkischen Schriftstellerin Cahit Uçuk verheiratet. Nach seiner Fußballkarriere etablierte er sich als Sänger der Türkischen Kunstmusik.

## Spielerkarriere

### Verein
Cici besuchte das Galatasaray-Gymnasium und spielte in der Jugendabteilung des Traditionsvereins Galatasaray Istanbul, der 1905 von Schülern des Galatasaray-Gymnasiums gegründet worden war. Sein fußballerisches Talent sprach sich in der Galatasaray-Gemeinde schnell herum, sodass er in der Saison 1928/29 als Fünfzehnjähriger in den Kader der Fußballmannschaft Galatasaray aufgenommen wurde. Zum Zeitpunkt seines Eintritts in den Profikader spielte sein Verein in der İstanbul Futbol Ligi (dt. Istanbuler Fußballliga). Da es damals in der Türkei keine landesübergreifende Profiliga gab, bestanden stattdessen in den Ballungszentren wie Istanbul, Ankara und Izmir regionale Ligen, von denen die İstanbul Ligi (auch İstanbul Futbol Ligi genannt) als die Renommierteste galt. Trotz seines jungen Alters kam er in fünf Ligaspielen zum Einsatz erzielte dabei ein Tor. Zum Saisonende wurde er mit seinem Verein Meister, was für seinen Verein die vierten Meisterschaft in Folge bedeutete. Nachdem er mit seinem Verein die Meisterschaft in der Saison 1929/30 an den Erzrivalen Fenerbahçe Istanbul vergeben hatte, entschied er mit seinem Klub in der Saison 1930/31 die Meisterschaft wieder für sich. Cici erzielte in dieser Saison neun Tore in sieben Spielen und war damit einer der erfolgreichsten Torschützen seines Vereins.
Für Galatasaray spielte Cici bis zum Sommer 1941. Nachdem es 1933 innerhalb des Vereins zu einer Kontroverse gekommen war, verließ etwa die Hälfte des Mannschaftskaders den Verein und gründete den Konkurrenzverein Güneş SK. Nach dieser Spaltung verlor Cicis Mannschaft den Anschluss an die Tabellenspitze und blieb bis in die Saison 1948/49 ohne Titelgewinn in der Istanbuler Meisterschaft. Lediglich in der Saison 1939 konnte der Titel in der Millî Küme gewonnen werden, einer Art Meisterschaftsturnier, an der die Mannschaften der drei Großstädte Istanbul, Ankara und Izmir teilnahmen. Cici erzielte in diesem Turnier in fünf Spielen zwei Tore.
1941 wechselte Cici zum Istanbuler Verein Taksim SK und spielte für diesen eine unbestimmte Zeit lang.

### Nationalmannschaft
Cici begann seine Nationalmannschaftskarriere 1932 mit einem Einsatz für die türkische Nationalmannschaft im Testspiel gegen die bulgarische Nationalmannschaft. In dieser Begegnung absolvierte er sein erstes und einziges Länderspiel.

## Familie und Leben nach dem Fußball
Cici heiratete während seiner aktiven Zeit als Fußballspieler die türkische Schriftstellerin Cahit Uçuk und blieb mit ihr zehn Jahre lang verheiratet. Gegen Ende seiner Fußballkarriere versuchte er sich als Sänger der Türkischen Kunstmusik zu etablieren und schaffte dies auch. So war er bis in die 1980er Jahre als Sänger aktiv und zählte zu den oft gebuchten Radiosängern der stattlichen Rundfunkanstalt TRT. Deshalb verlegte er auch seinen Wohnsitz in die Hauptstadt Ankara. Er arbeitete bis in die 1980er Jahre als Sänger.

## Tod
Er starb am 14. August 1995 im Haydarpaşa Numune Krankenhaus an Herzversagen. Am 19. August wurde vor dem Spiel Galatasaray - Altay eine Schweigeminute zum Gedenken an Cici abgehalten.

## Erfolge
Mit Galatasaray Istanbul
- Meister der İstanbul Futbol Ligi: 1928/29, 1930/31
- Sieger im Millî Küme: 1939
- Sieger im Gazi Büstü: 1928/29